# Tournefortia microcalyx
Tournefortia microcalyx är en strävbladig växtart som först beskrevs av Hipólito Ruiz López och Pav., och fick sitt nu gällande namn av L M. Johnston. Tournefortia microcalyx ingår i släktet Tournefortia och familjen strävbladiga växter. Inga underarter finns listade i Catalogue of Life.